# Ronde van Frankrijk 2025/Zestiende etappe
De zestiende etappe van de Ronde van Frankrijk 2025 werd verreden op 22 juli. De Tour-debutant Valentin Paret-Peintre werd de eerste Fransman die deze Ronde van Frankrijk een etappe kon winnen door in de sprint-à-deux de Ier Ben Healy te verslaan, kort daarachter gevolgd door de Colombiaan Santiago Buitrago.

## Parcours
De etappe startte in Montpellier. De tussensprint lag na 112,4 kilometer in Châteauneuf-du-Pape. De finish lag na 171,5 kilometer op de Mont Ventoux, een beklimming van de buitencategorie.

## Koersverloop
Dit overzicht is mogelijk incompleet; u kunt helpen door het uit te breiden.

## Uitslag etappe
| Montpellier – Mont Ventoux (171,5 km) |                        |                         |          |
| Plaats                                | Naam                   | Ploeg                   | Tijd     |
| Winnaar                               | Valentin Paret-Peintre | Soudal Quick-Step       | 4u03'19" |
| 2                                     | Ben Healy              | EF Education-EasyPost   | z.t.     |
| 3                                     | Santiago Buitrago      | Bahrain-Victorious      | + 4"     |
| 4                                     | Ilan Van Wilder        | Soudal Quick-Step       | + 14"    |
| 5                                     | Tadej Pogačar          | UAE Team Emirates-XRG   | + 43'    |
| 6                                     | Jonas Vingegaard       | Visma \| Lease a Bike   | + 45"    |
| 7                                     | Enric Mas              | Movistar                | + 53"    |
| 8                                     | Julian Alaphilippe     | Tudor                   | + 1'17"  |
| 9                                     | Primož Roglič          | Red Bull-BORA-hansgrohe | + 1'51"  |
| 10                                    | Florian Lipowitz       | Red Bull-BORA-hansgrohe | + 1'53"  |
|                                       |                        |                         |          |
| 12                                    | Thymen Arensman        | INEOS Grenadiers        | +2'07"   |

 –  Ben Healy was de strijdlustigste renner van de etappe.

## Klassementen

### Algemeen klassement
| Plaats    | Naam               | Ploeg                      | Tijd       |
| --------- | ------------------ | -------------------------- | ---------- |
| Gele trui | Tadej Pogačar      | UAE Team Emirates-XRG      | 58u24'46"  |
| 2         | Jonas Vingegaard   | Visma \| Lease a Bike      | + 4'15"    |
| 3         | Florian Lipowitz   | Red Bull-BORA-hansgrohe    | + 9'03"    |
| 4         | Oscar Onley        | Picnic PostNL              | + 11'04"   |
| 5         | Primož Roglič      | Red Bull-BORA-hansgrohe    | + 11'42"   |
| 6         | Kévin Vauquelin    | Arkéa-B&B Hotels           | + 13'20"   |
| 7         | Felix Gall         | Decathlon AG2R La Mondiale | + 14'50"   |
| 8         | Tobias Johannessen | Uno-X Mobility             | + 17'01"   |
| 9         | Ben Healy          | EF Education-EasyPost      | + 17'52"   |
| 10        | Carlos Rodríguez   | INEOS Grenadiers           | + 20'45"   |
|           |                    |                            |            |
| 14        | Thymen Arensman    | INEOS Grenadiers           | + 44'20"   |
| 26        | Xandro Meurisse    | Alpecin-Deceuninck         | + 1u18'01" |

### Puntenklassement
| Plaats      | Naam             | Ploeg                 | Punten |
| ----------- | ---------------- | --------------------- | ------ |
| Groene trui | Jonathan Milan   | Lidl-Trek             | 251    |
| 2           | Tadej Pogačar    | UAE Team Emirates-XRG | 240    |
| 3           | Biniam Girmay    | Intermarché-Wanty     | 169    |
| 4           | Tim Merlier      | Soudal Quick-Step     | 150    |
| 5           | Jonas Vingegaard | Visma \| Lease a Bike | 150    |
| 6           | Anthony Turgis   | TotalEnergies         | 130    |
| 7           | Jonas Abrahamsen | Uno-X Mobility        | 110    |
| 8           | Quinn Simmons    | Lidl-Trek             | 93     |
| 9           | Arnaud De Lie    | Lotto                 | 92     |
| 10          | Oscar Onley      | Picnic PostNL         | 91     |
|             |                  |                       |        |
| 18          | Thymen Arensman  | INEOS Grenadiers      | 62     |

### Bergklassement
| Plaats        | Naam                   | Ploeg                      | Punten |
| ------------- | ---------------------- | -------------------------- | ------ |
| Bolletjestrui | Tadej Pogačar          | UAE Team Emirates-XRG      | 60     |
| 2             | Lenny Martinez         | Bahrain-Victorious         | 60     |
| 3             | Thymen Arensman        | INEOS Grenadiers           | 48     |
| 4             | Jonas Vingegaard       | Visma \| Lease a Bike      | 45     |
| 5             | Michael Woods          | Israel-Premier Tech        | 38     |
| 6             | Valentin Paret-Peintre | Soudal Quick-Step          | 36     |
| 7             | Ben Healy              | EF Education-EasyPost      | 35     |
| 8             | Florian Lipowitz       | Red Bull-BORA-hansgrohe    | 24     |
| 9             | Michael Storer         | Tudor                      | 19     |
| 10            | Bruno Armirail         | Decathlon AG2R La Mondiale | 15     |
|               |                        |                            |        |
| 16            | Tim Wellens            | UAE Team Emirates-XRG      | 10     |

### Jongerenklassement
| Plaats     | Naam                | Ploeg                   | Tijd       |
| ---------- | ------------------- | ----------------------- | ---------- |
| Witte trui | Florian Lipowitz    | Red Bull-BORA-hansgrohe | 58u33'49"  |
| 2          | Oscar Onley         | Picnic PostNL           | + 2'01"    |
| 3          | Kévin Vauquelin     | Arkéa-B&B Hotels        | + 4'17"    |
| 4          | Ben Healy           | EF Education-EasyPost   | + 8'49"    |
| 5          | Carlos Rodríguez    | INEOS Grenadiers        | + 11'42"   |
| 6          | Ilan Van Wilder     | Soudal Quick-Step       | + 1u16'24" |
| 7          | Romain Grégoire     | Groupama-FDJ            | + 1u22'28" |
| 8          | Raúl García Pierna  | Arkéa-B&B Hotels        | + 1u22'52" |
| 9          | Joseph Blackmore    | Israel-Premier Tech     | + 1u46'08" |
| 10         | Alex Baudin         | EF Education-EasyPost   | + 1u52'34" |
|            |                     |                         |            |
| 13         | Frank van den Broek | Picnic PostNL           | + 2u01'04" |

### Ploegenklassement
| Plaats | Ploeg                           | Tijd       |
| ------ | ------------------------------- | ---------- |
|        | Team Visma \| Lease a Bike      | 175u55'27" |
| 2      | UAE Team Emirates-XRG           | + 15'08"   |
| 3      | Red Bull-BORA-hansgrohe         | + 49'34"   |
| 4      | Arkéa-B&B Hotels                | + 56'28"   |
| 5      | Decathlon AG2R La Mondiale Team | + 1u16'36" |

## Uitvaller
Niet gestart
- Mathieu van der Poel (Alpecin-Deceuninck) startte niet in de zestiende etappe vanwege een longontsteking.[2]

1e etappe ·
2e etappe ·
3e etappe ·
4e etappe ·
5e etappe ·
6e etappe ·
7e etappe ·
8e etappe ·
9e etappe ·
10e etappe ·
11e etappe ·

12e etappe ·
13e etappe ·
14e etappe ·
15e etappe ·
16e etappe ·
17e etappe ·
18e etappe ·
19e etappe ·
20e etappe ·
21e etappe
Startlijst · Eindstanden · Afbeeldingen